# Самосделка
Самосделка — село в Камызякском районе Астраханской области России. Является административным центром Самосдельского сельсовета.

## История
Самосделка была основана в 1769 году на землях астраханского губернатора генерал-поручика Никиты Афанасьевича Бекетова. В 1775 году деревня Самосделка перешла в собственность вице-губернатору Всеволоду Андреевичу Всеволожскому, женившемуся на внебрачной дочери Бекетова. Основным занятием местного населения на протяжении всего времени существования села являлось рыболовство. По данным 1861 года в Самосделке (Голодном) функционировал рыбный завод и проживало 516 человек. В 1877 году в селе имелась церковь, две торговые и две питейные лавки, рыбзавод и пожарный обоз. На рыбном заводе трудилось четыре постоянных и до сотни временных работников. В 1901 году в селе насчитывалось 270 дворов и 1293 жителя. Действовало два рыбацких промысла, стан и десяток мельниц.

## География
Село находится в южной части Астраханской области, на берегу Старой Волги  (Дельта Волги), на расстоянии примерно 18 километров (по прямой) к западу-юго-западу (WSW) от города Камызяк, административного центра района. Абсолютная высота — 25 метров ниже уровня моря.
Климат умеренный, резко континентальный. Характеризуется высокими температурами летом и низкими — зимой, малым количеством осадков, а также большими годовыми и летними суточными амплитудами температуры воздуха.

## Население
| 2002 | 2010  | 2011  |
| ---- | ----- | ----- |
| 1276 | ↘1240 | ↘1239 |

По данным Всероссийской переписи, в 2010 году численность населения села составляла 1240 человек (581 мужчина и 659 женщин). Согласно результатам переписи 2002 года, в национальной структуре населения русские составляли 83 %.

## Инфраструктура
В селе функционируют средняя школа, врачебная амбулатория (филиал ГБУЗ «Камызякская центральная районная больница»), дом культуры, библиотека и отделение Почты России. Действует храм, освящённый во имя блаженной Матроны Московской.

## Улицы
Уличная сеть села состоит из 12 улиц и 1 переулка.

## Достопримечательности

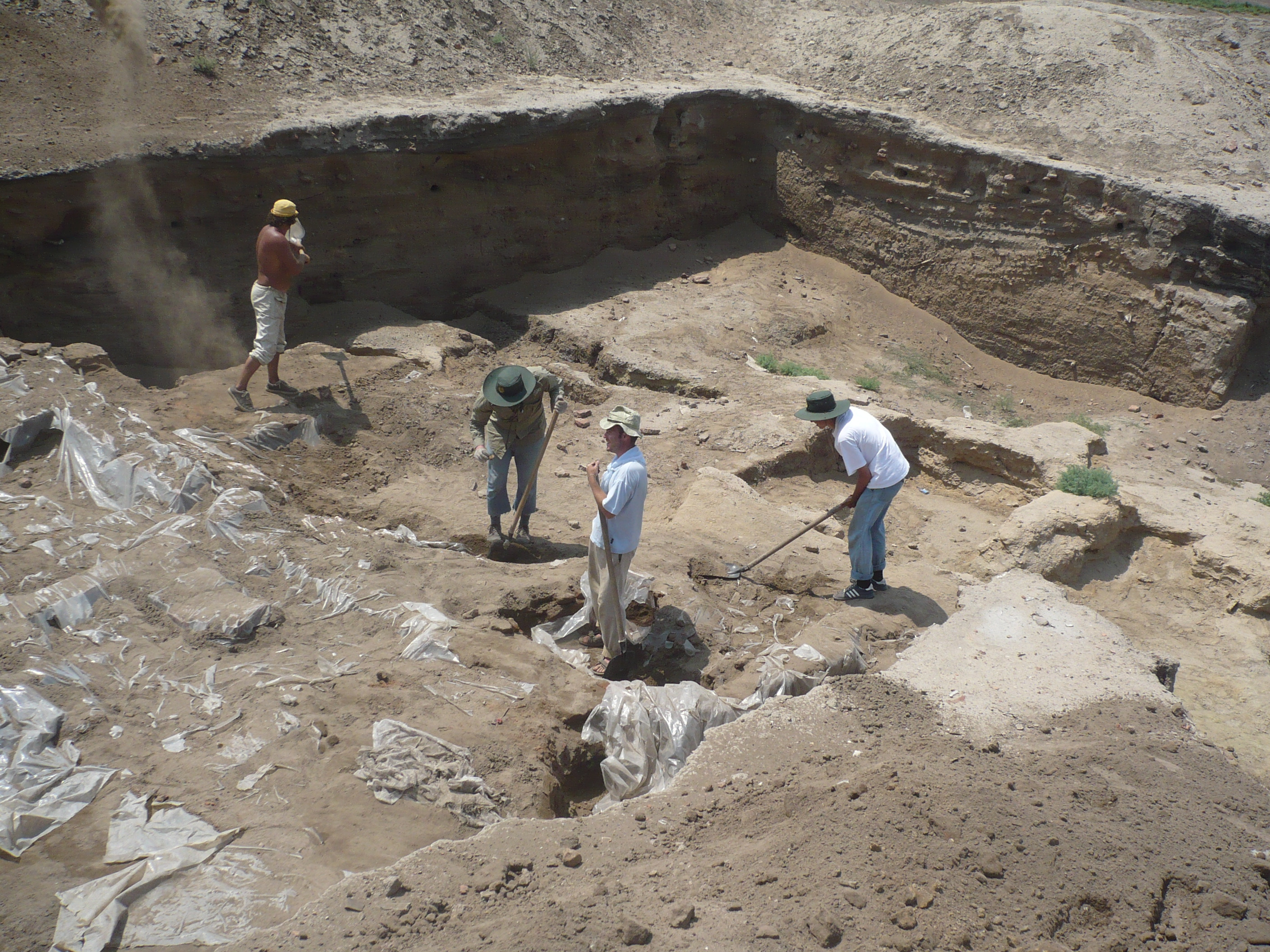
Раскопки Самосдельского городища

Западнее села расположено Самосдельское городище, содержащее остатки трёх городов, последовательно сменявших друг друга, — хазарского (IX—X веков), предмонгольского времени (XI—XII веков) и золотоордынского (XIII—XIV веков).